# Cetuń
Cetuń [pronunciación en polaco: /ˈt͡sɛtuɲ/] (Alemán Zetthun) es un pueblo ubicado en el distrito administrativo de Gmina Polanów, dentro del Condado de Koszalin, Voivodato de Pomerania Occidental, en el norte de Polonia occidental. Se encuentra aproximadamente a 8 kilómetros al oeste de Polanów (Pollnow), a 29 kilómetros al sureste de Koszalin (Köslin), y a 152 kilómetros al noreste de la capital regional Szczecin (Stettin).
Antes de 1945, el área fue parte de Alemania. Para la historia de la región, vea Historia de Pomerania.
El pueblo tiene una población de 230 habitantes.